# توم باول
توم باول (بالإنجليزية: Tom Paul)‏ هو نقابي وصحفي نيوزلندي، ولد في 16 أغسطس 1874 في Boort ‏ في أستراليا، وتوفي في 25 يوليو 1964 في Raumati South ‏ في نيوزيلندا.